# Звания и знаки различия войск СС

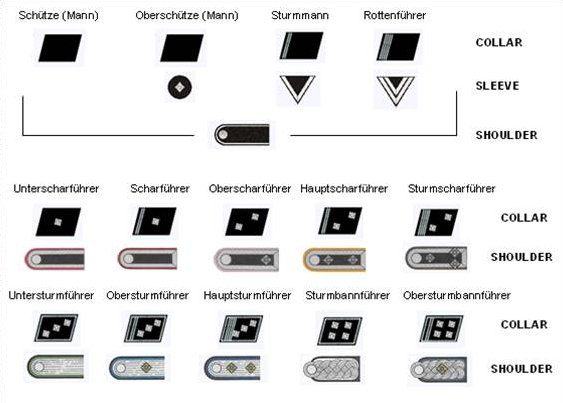
Некоторые цвета родов войск, Войска СС

Таблица содержит звания и знаки различия войск СС, а также их сопоставление с другими вооружёнными частями СС и с воинскими званиями вермахта времён Второй мировой войны. При сопоставлении необходимо учитывать принадлежность:
- СС (нем. Schutzstaffel),
- Войска СС иначе Ваффен СС (нем. die Waffen-SS, при нацистах обычно die Waffen-). Вначале назывались «резервными войсками СС». Название «ваффен СС» (войска СС) было впервые использовано зимой 1939/40 года (самым ранним из известных документов, в котором применено понятие «войска СС», является приказ от 7 ноября 1939 года, в котором «войска СС» выступает в качестве собирательного названия для «вооружённых подразделений СС и полиции»[1]).
- Общие СС (нем. Allgemeine SS) — одна из двух основных частей СС (наряду с войсками СС). В задачи «общих СС» входило главным образом осуществление административно-хозяйственных функций на территории Рейха. Члены «общих СС» не считались состоящими на военной службе в нацистской партии и не получали довольствия и обмундирования, а выполняли свои партийные обязанности параллельно с основной работой.
- СА, штурмовые отряды (нем. Sturmabteilung), штурмовики; также известны как «коричневорубашечники» (по аналогии с итальянскими «чёрнорубашечниками»). Из членов СА формировались части СС «Мёртвая голова» (занимались охраной концлагерей), а также дивизия СС «Хорст Вессель» (на её петлицах был изображён символ СА). Кроме того, гражданская администрация на оккупированных территориях формировалась в основном из членов СА. Отряды СА, сильно сократившиеся численно, просуществовали до 1945 года, к этому времени штурмовики уже не играли никакой роли в политике. Возможно, именно поэтому Нюрнбергский процесс не признал членов СА (в отличие от членов СС) преступной группой.
- СД (нем. SD) — слу́жба безопа́сности рейхсфюрера СС (нем. Sicherheitsdienst des Reichsführers SS). Сотрудники СД не носили на петлицах рун СС, а погоны изготавливались по полицейскому образцу, с зелёным кантом и особым галуном для унтер-офицерского состава (но при этом основной фон погона для неофицерских званий был не коричневого цвета, как в полиции, а чёрного, как в СС).
- На левом рукаве мундира ниже локтя пришивался знак в виде ромба (такой же нарукавный знак носили и другие сотрудники РСХА — например, он хорошо виден на мундире начальника уголовной полиции Артура Не́бе).. В то же время есть фотографии и киноматериалы, где некоторые сотрудники РСХА (как сотрудники СД, так и сотрудники гестапо и уголовной полиции) носят как руны СС (а также изображение «мёртвой головы» (череп и скрещенные кости) в петлицах), так и знак в виде ромба. Речь идет либо о прикомандированных к РСХА либо о недавно переведённых в РСХА военнослужащих войск СС (как солдат, так и офицеров)..[источник не указан 295 дней]

а также историческое происхождение и наследование званий в Германии с начала ноября 1939 года до конца нацистской Германии в 1945 году.
В марте 1938 года членам полков «Лейбштандарт», «Дойчланд» и «Германия» было разрешено заменить погоны СС на общевойсковые; в результате левая петлица стала лишней, так как звание стали указывать погоны. С 10 мая 1940 года для войск СС было окончательно установлено, что солдаты Лейбштандарта и «резервных дивизий» носят на правой петлице знак из рун SS, а на левой исключительно знаки званий; исключение составляла дивизия «Мёртвая голова», которой было разрешено по-прежнему носить с обеих сторон эмблемы в виде черепа. Довоенные петлицы, изображавшие рунические знаки SS и черепа с цифрами, буквами и символами, были запрещены «по соображениям секретности» приказом по СС от 10 мая 1940 и заменены стандартными значками, известными на сегодня.
Звание рейхсфюрера СС в нацистской Германии имели два человека — Генрих Гиммлер и Карл Ханке (до 1934 «рейхсфюрер СС» означало должность, а не звание).
Особые правила и исключения существовали для кандидатов в офицеры, унтер-офицеров и юнкеров СС.
Так, например, в СС звание гауптшарфюрер присваивалось обычно исполнявшему обязанности старшины в роте СС, командира третьего (иногда и второго) взвода в роте, или было званием, использовавшимся для личного состава унтер-офицерского ранга, служившего в штабах СС или службах безопасности (таких как гестапо и СД). Звание гауптшарфюрер также часто использовалось для персонала концентрационных лагерей и личного состава айнзатцгрупп. Гауптшарфюрер СС был старше, чем обершарфюрер СС и младше, чем штурмшарфюрер СС, за исключением Общих СС, где гауптшарфюрер было младшим званием, шедшим сразу после унтерштурмфюрер СС.
Звание штурмшарфюрер было учреждено в июне 1934 года, после Ночи длинных ножей. При реорганизации СС звание штурмшарфюрер было создано как высшее звание унтер-офицеров в «Войсках в распоряжении СС» вместо звания гаупттруппфюрер, применявшегося в СА. В 1941 году на основе «Войск в распоряжении СС» возникла организация войск СС, которая унаследовала звание штурмшарфюрер от своего предшественника.
Звание унтерштурмфюрер в СС, соответствовало званию лейтенанта в вермахте, возникло в 1934 году из должности руководителя подразделения СС — труппе (нем. SS-Truppe). Труппе охватывал городской район, сельскую округу, по численности составлял около армейского взвода — от 18 до 45 человек, состоял из трех отделений — шаров (нем. SS-Schar), возглавлялся труппфюрером (нем. SS-Truppführer) или унтерштурмфюрером (нем. SS-Untersturmführer), в зависимости от численности. В войсках СС унтерштурмфюрер, как правило, занимал должность командира взвода.

## Таблица звания и знаки различия войск СС
| Знаки различия               | Знаки различия                                         | Знаки различия                             | Звание войск СС                                                                                                   | Соответствующие звания в сухопутных войсках вермахта (нем. Heer) | Соответствующие звания в сухопутных войсках вермахта (нем. Heer) |
| Петлица                      | Погон                                                  | Маск. костюм                               | Звание войск СС                                                                                                   | Соответствующие звания в сухопутных войсках вермахта (нем. Heer) | Соответствующие звания в сухопутных войсках вермахта (нем. Heer) |
| Генералы и маршалы           |                                                        |                                            | |                                                                  |                                                                  |
| отсутствует                  | отсутствует                                            | отсутствует                                | отсутствует | Рейхсмаршал                                                      |                                                                  |
|                              |                                                        |                                            | Рейхсфюрер СС (нем. Reichsführer SS)                                                                              | Генерал-фельдмаршал                                              |                                                                  |
|                              |                                                        |                                            | Оберстгруппенфюрер СС и Генерал-полковник войск СС (нем. SS-Oberst-Gruppenführer und Generaloberst der Waffen-SS) | Генерал-оберст (генерал-полковник)                               |                                                                  |
|                              |                                                        |                                            | Обергруппенфюрер СС и генерал войск СС (нем. SS-Obergruppenführer und General der Waffen-SS)                      | Генерал рода войск                                               |                                                                  |
|                              |                                                        |                                            | Группенфюрер СС и генерал-лейтенант войск СС (нем. SS-Gruppenführer und Generalleutnant der Waffen-SS)            | Генерал-лейтенант                                                |                                                                  |
|                              |                                                        |                                            | Бригадефюрер СС и генерал-майор войск СС (нем. SS-Brigadeführer und Generalmajor der Waffen-SS)                   | Генерал-майор                                                    |                                                                  |
| Офицеры                      |                                                        |                                            | |                                                                  |                                                                  |
|                              |                                                        |                                            | Оберфюрер (нем. SS-Oberführer)                                                                                    | Соответствия нет                                                 | Соответствия нет                                                 |
|                              |                                                        | Штандартенфюрер (нем. SS-Standartenführer) | Полковник (нем. Oberst)                                                                                           |                                                                  |                                                                  |
|                              |                                                        |                                            | Оберштурмбаннфюрер (нем. SS-Obersturmbannführer)                                                                  | Подполковник (Оберст-лейтенант) (нем. Oberstleutnant)            |                                                                  |
|                              |                                                        |                                            | Штурмбаннфюрер (нем. SS-Sturmbannführer)                                                                          | Майор                                                            |                                                                  |
|                              |                                                        |                                            | Гауптштурмфюрер (нем. SS-Hauptsturmführer)                                                                        | Гауптманн/ротмистр                                               |                                                                  |
|                              |                                                        |                                            | Оберштурмфюрер (нем. SS-Obersturmführer)                                                                          | Обер-лейтенант                                                   |                                                                  |
|                              |                                                        |                                            | Унтерштурмфюрер (нем. SS-Untersturmführer)                                                                        | Лейтенант                                                        |                                                                  |
| Унтер-офицеры                |                                                        |                                            | |                                                                  |                                                                  |
|                              |                                                        |                                            | Штурмшарфюрер (нем. SS-Sturmscharführer).                                                                         | Штабс-фельдфебель                                                |                                                                  |
| Фанен-юнкер-штабсфельдфебель |                                                        |                                            | Штурмшарфюрер (нем. SS-Sturmscharführer).                                                                         |                                                                  |                                                                  |
|                              |                                                        |                                            | Гауптшарфюрер (нем. SS-Hauptscharführer).                                                                         | Обер-фельдфебель                                                 |                                                                  |
|                              | Штандартенобер-юнкер СС (нем. SS-Standartenoberjunker) | Фанен-юнкер-Оберфельдфебель                | |                                                                  |                                                                  |
|                              |                                                        |                                            | Обершарфюрер (нем. SS-Oberscharführer).                                                                           | Фельдфебель                                                      |                                                                  |
|                              | Штандартенюнкер СС (нем. SS-Standartenjunker)          | Фанен-юнкер-Фельдфебель                    | |                                                                  |                                                                  |
|                              |                                                        |                                            | Шарфюрер (нем. SS-Scharführer).                                                                                   | Унтер-фельдфебель                                                |                                                                  |
|                              | Обер-юнкер СС (нем. SS-Oberjunker)                     | Фанен-юнкер-Унтерфельдфебель               | |                                                                  |                                                                  |
|                              |                                                        |                                            | Унтершарфюрер CC (нем. SS-Unterscharführer)                                                                       | Унтер-офицер                                                     |                                                                  |
|                              | Юнкер СС (нем. SS-Junker)                              | Фанен-юнкер-унтерофицер                    | |                                                                  |                                                                  |
| Рядовые                      |                                                        |                                            | |                                                                  |                                                                  |
| Соответствия нет             | Соответствия нет                                       | Соответствия нет                           | Соответствия нет                                                                                                  | Штабс-ефрейтор                                                   |                                                                  |
|                              |                                                        |                                            | Роттенфюрер (нем. SS-Rottenführer).                                                                               | Обер-ефрейтор                                                    |                                                                  |
|                              |                                                        | Штурмманн (нем. SS-Sturmmann).             | Ефрейтор |                                                                  |                                                                  |
|                              |                                                        | Обершутце СС (нем. SS-Oberschütze).        | Обер-солдат |                                                                  |                                                                  |
| не имел                      | Манн СС (нем. SS-Mann).                                | Солдат, шутце, гренадер.                   | |                                                                  |                                                                  |
| (правая петлица)             | не имел                                                | не имел                                    | - Штаффель-фолль-анвертер (нем. Staffel-Vollanwärter) - Штаффель-анвертер (нем. Staffel-Anwärter)                 | Соответствия нет                                                 | Соответствия нет                                                 |
| не имел                      | не имел                                                | не имел                                    | - Штаффель-юнгманн (нем. Staffel-Jungmann) - Штаффель-бевербер (нем. Staffel-Bewerber)                            | Волонтёр вермахта (нем. Freiwilligenbewerber Heer)               | Волонтёр вермахта (нем. Freiwilligenbewerber Heer)               |

## Цветовое кодирование рода войск
Цвета родов войск (нем. Waffenfarben) в немецких вооружённых силах следуют исторической традиции. В войсках СС эта традиция в основном сохранялась.
В таблице показаны цвета знаков различия войск СС в 1935—1945 годах.
| Род войск | Цвет                  | Примеp                                       | Примечание                                              |
| --- | --------------------- | -------------------------------------------- | ------------------------------------------------------- |
| Генералитет, также штаб и аппарат рейхсфюрера СС                                                                           | Серый                 |                                              | Погон оберстгруппенфюрера и генерал-полковника войск СС |
| Пехота, в том числе моторизованная (панцергренадеры)                                                                       | Белый                 |                                              | Флаг 40-го моторизованного полка                        |
| Пехота, в том числе моторизованная (панцергренадеры)                                                                       | Белый                 | Погон оберфюрера (штандартенфюрера) войск СС |                                                         |
| Артиллерия, в том числе штурмовая самоходная и зенитная                                                                    | Алый                  |                                              | Вымпел артиллерии лейбштандарта СС «Адольф Гитлер»      |
| Артиллерия, в том числе штурмовая самоходная и зенитная                                                                    | Алый                  | Погон оберштурмбаннфюрера войск СС           |                                                         |
| Ветеринарная служба | Карминовый            |                                              |                                                         |
| Трибунал и прокуратура | Бордовый              |                                              |                                                         |
| Военно-геологическая служба[проверить перевод]                                                                             | Светло-розовый        |                                              |                                                         |
| Автомобильный транспорт | Розовый (цвет лосося) |                                              |                                                         |
| Бронетанковые войска, в том числе истребители танков                                                                       | Розовый               |                                              | Погон шарфюрера-танкиста войск СС                       |
| Подразделения связи, военные корреспонденты, роты пропаганды                                                               | Лимонно-жёлтый        |                                              | Погон штурмшарфюрера связи войск СС                     |
| Кавалерия; в том числе моторизованные (1942—1945) и танковые разведывательные подразделения; части с кавалерийским прошлым | Золотой               |                                              | Погон оберштурмфюрера войск СС                          |
| Полевая жандармерия и специальные службы                                                                                   | Оранжевый             |                                              | Погон унтершарфюрера войск СС                           |
| Разведывательные подразделения (1938—1942)                                                                                 | Светло-коричневый     |                                              | Погон гауптштурмфюрера войск СС                         |
| - Отряды «Мёртвая голова» - Персонал концлагерей                                                                           | Бледно-коричневый     |                                              | Погон гауптшарфюрера концлагерей                        |
| Служба безопасности | Ядовито-зелёный       |                                              | Погон штурмшарфюрера СД                                 |
| Горные войска | Зелёный               |                                              | Погон унтерштурмфюрера войск СС                         |
| Зондерфюреры и личный состав резервных подразделений                                                                       | Тёмно-зелёный         |                                              | Погон оберштурмфюрера войск СС                          |
| Подразделения снабжения и перевозок, полевая почта                                                                         | Голубой               |                                              | Погон гауптштурмфюрера войск СС                         |
| Управление | Синий                 |                                              | Погон гауптштурмфюрера войск СС                         |
| Санитарная служба | Васильковый           |                                              | Погон штандартенфюрера войск СС                         |
| Инженерные войска | Чёрный                |                                              | Погон штандартенфюрер войск СС                          |

## Петлицы высшего командного состава до 1942 года

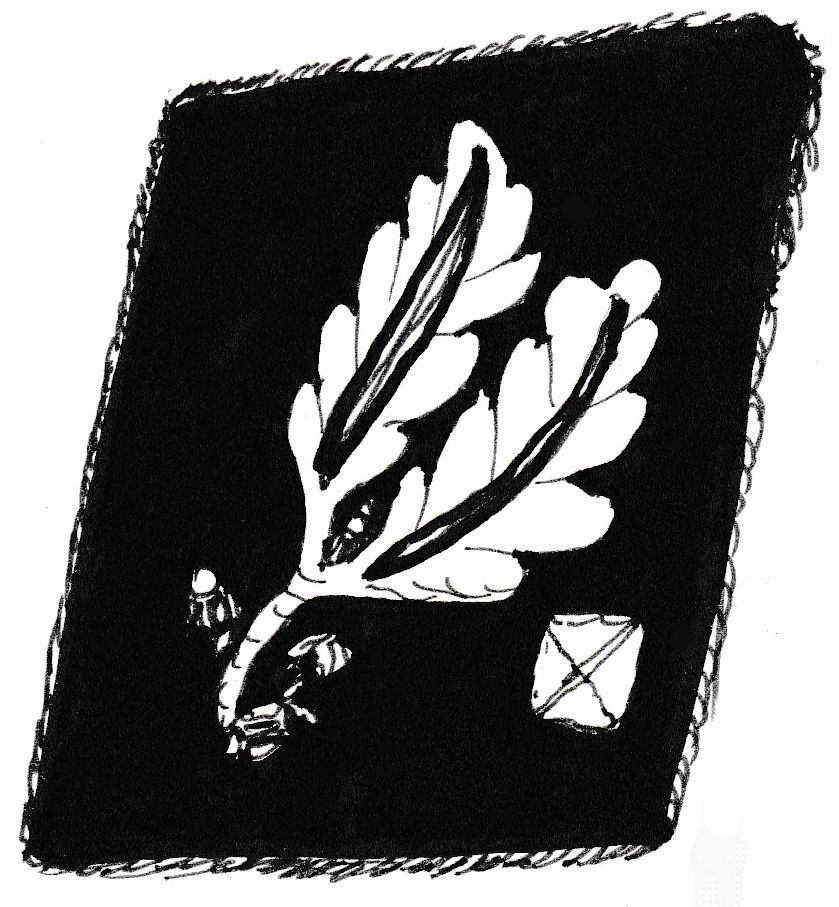
Бригадефюрер
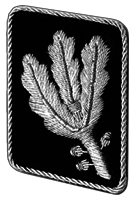
Группенфюрер
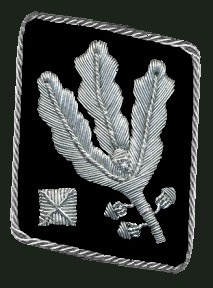
Обергруппенфюрер

## Шифровки на погонах[13]
На погонах солдат и унтер-офицеров шифровка была из алюминия, на офицерских из позолоченного. Шифровки были распространены до 1943 года, однако возобновились с 1944 года. Шифровки на погонах дублировались на нарукавных нашивках.
| Род войск                                               | Пояснения |
| ------------------------------------------------------- | --- |
| Генералитет, также штаб и аппарат рейхсфюрера СС        | KA — Академия Генерального штаба NA — Верховное командование вермахта и Генеральный штаб сухопутных войск |
| Пехота, в том числе моторизованная (панцергренадеры)    | Арабские цифры — номер пехотного полка Римские цифры — штаб армии Номер военного округа римскими цифрами — пехотные школы первоначального обучения D — штаб пехотной дивизии FI — противовоздушная оборона G + номер — штаб группы армий G и D — дивизия Великая Германия GW — миномётные подразделения K + номер — пехотные мотоциклетные части KS — офицерское пехотное училище L — учебный пехотный полк М + номер — пехотные пулемётные роты S (готика) — пехотные школы SS — армейские спортивные школы US + первая буква названия города — унтер-офицерские пехотные школы V — картографические и топографические части W — гарнизонные батальоны Вены W + номер — служба рекрутского набора военных округов WB — органы военного управления |
| Бронетанковые войска, в том числе истребители танков    | Арабские цифры — номер танковой части Римские цифры — штаб танковой армии D + номер — штаб танковой дивизии J — механизированные части K + номер — мотоциклетные подразделения KS + первая буква названия города — офицерское танковое училище L — учебные танковые части MS — школа моторизации P + номер — противотанковые подразделения S (готика) — танковые школы |
| Артиллерия, в том числе штурмовая самоходная и зенитная | Арабские цифры — номер артиллерийской части B + номер — артиллерийская наблюдательная часть BL — учебные артиллерийские наблюдательные части L — учебный артиллерийский полк S (готика) — артиллерийская школа R + номер — артиллерийская разведка US + первая буква названия города — унтер-офицерские артиллерийские школы VH или VK — артиллерийские полигоны в Хиллелебене и Куммерсдорфе |
| Инженерные войска                                       | Арабские цифры — номер инженерно-сапёрного батальона FP + номер — крепостные сапёрные батальоны E — железнодорожные сапёрные батальоны L и ниже I или II — инженерно-учебные батальоны L чёрного цвета с белой серединой — учебные инженерные железнодорожные части S (готика) — инженерные школы S белого цвета — железнодорожные-инженерные школы US + первая буква названия города — унтер-офицерские инженерные школы |
| Кавалерия и разведывательные части                      | Арабские цифры — номер кавалерийской части Римские цифры — номер окружной кавалерийской школы A + номер — разведывательные части D + номер — штаб кавалерийской дивизии R + номер — мотоциклетные части RS — кавалерийские школы |
| Горные войска                                           | Арабские цифры — номер горнопехотного полка D + номер — штаб горнопехотной дивизии S (готика) — горнопехотные школы |
| Подразделения снабжения и перевозок, полевая почта      | Арабские цифры — номер автотранспортной части L — учебная автомобильная часть |
| Подразделения связи                                     | Арабские цифры — номер части связи S — автомобильная школа Fp + номер — крепостная часть связи S (готика) — школа связи US + первая буква названия города — унтер-офицерские школы связи |
| Ветеринарная служба                                     | A — армейская ветеринарная служба L — ветеринарные учебные части и лаборатории |